# Kofi Annan
Kofi Atta Annan (Kumasi, Aranypart, 1938. április 8. – Bern, Svájc, 2018. augusztus 18.) ghánai diplomata, az Egyesült Nemzetek Szervezetének hetedik főtitkára tíz éven keresztül. 2001-ben Annan és az ENSZ közösen kapta a Nobel-békedíjat.

## Életpályája
Kofi Annan 1938-ban született Henry Reginald Annan és Rose Eshun alias Victoria Annan gyermekeként. Szülei a fante népcsoporthoz tartoznak. Akan (fante) nyelven a Kofi név megfelel a pénteknek, ami a születésének napja volt.
1958-ban a Kumasi College of Science and Technologyn megkezdte tanulmányait. Ösztöndíjjal az amerikai St. Pauli-i Macalester College-on tanult tovább.
Első felesége Titi Alakija volt, akinek tőle két gyermeke született, egy fiú és egy lány. Második házasságát a svéd Nane Maria Lagergrennel kötötte.
1962-ben Kofi Annan a WHO alkalmazottja lett. 1974 és 1976 között a ghánai turizmust igazgatta. Később ismét az ENSZ-nél dolgozott főtitkár-helyettesként, azután Humán menedzser 1987 és 1990 között.
1996. december 13-án az ENSZ-BT megválasztotta Kofi Annant az ENSZ főtitkárává. Hivatalba lépése 1997. január 1-jén volt. Ő volt az első fekete-afrikai főtitkár. 2001. június 29-én ismét megválasztották.
2003-ban ellenezte a II. Öböl-háborút. Szerinte az amerikaiak illegálisan támadták meg Irakot.
2005-ben sikerült kibékítenie a feleket Dárfúrban.
2007-ben Annan az Afrikai Allianz Zöld Forradalom főtitkára lett.

## Díjai, elismerései
- 1999. április 26. A Drezdai Műszaki Egyetem díszdoktora
- 2001. július 13. A Berlini Szabad Egyetem díszdoktora
- 2001. december 10. Nobel-békedíj, az ENSZ-ben való részvételéért
- 2002 Tilburgi egyetem díszdoktora
- 2003 Baden-Baden német médiadíj
- 2003 Szaharov-díj, az Európai Parlament adta az emberi jogok védelméért.
- 2003 St. Gallen Egyetemen működő Max Schmidheiny Alapítvány Szabadság-díja
- 2004 Carleton Egyetem díszdoktora
- 2004 Ottawai Egyetem díszdoktora
- 2005 Müncheni biztonságpolitika Konferencia Béke-plakettje
- 2005 Lisszabon Új Egyetem díszdoktora
- 2007 Uppsala Egyetem díszdoktora
- Ghána csillaga

## Magyarul
- „Mi, a népek”. Az ENSZ szerepe a 21. században; ford. Takács András; Magyar ENSZ Társaság, Bp., 2000